# 749
749 (DCCXLIX) fue un año bisiesto comenzado en lunes del calendario juliano, en vigor en aquella fecha.

## Acontecimientos
- 18 de enero (sábado): en Israel, Jordania y Siria, se registra un terremoto de 7,0 que destruye varias ciudades y deja un saldo de decenas de miles de víctimas.
- Las tropas hachemitas vencen a los últimos ejércitos omeyas en el Jorasán y penetran en Mesopotamia y se abren paso hacia la capital provincial, Kufa.
- 28 de noviembre (viernes): En Kufa Abu'l-Abbas as-Saffah es proclamado califa, oponiéndose al califa omeya Marwán II.
- Fecha incierta: La emperatriz Kōken asume el trono en Japón.

## Fallecimientos
- 4 de enero: Rigoberto de Reims, arzobispo y santo francés.
- Juan Damasceno, teólogo y escritor bizantino.